# Half-Life (loạt trò chơi)
Half-Life là một loạt game bắn súng góc nhìn thứ nhất (FPS) được phát triển và phát hành bởi Valve. Các trò chơi kết hợp phong cách chơi chiến đấu, bắn súng, giải đố và hoàn thành cốt truyện.
Half-Life - sản phẩm đầu tiên của Valve, được phát hành vào năm 1998 dành cho hệ máy Windows đã mang về thành công lớn về mặt thương mại. Người chơi sẽ vào vai nhân vật có tên Gordon Freeman, một nhà khoa học sống sót sau thảm họa tại một cơ sở nghiên cứu khoa học. Cốt truyện của game có ảnh hưởng rất lớn đến thể loại FPS sau này và trò chơi đã truyền cảm hứng cho nhiều bản mod do cộng đồng phát triển, bao gồm cả các trò chơi nhiều người chơi Counter-Strike và Day of Defeat. Half-Life tiếp tục được có các phiên bản mở rộng như Half-Life: Opposing Force (1999), Half-Life: Blue Shift (2001) và Half-Life: Decay (2001), được phát triển bởi Gearbox Software.
Vào năm 2004, Valve đã phát hành Half-Life 2 sau thành công lớn của Half-Life, với một bối cảnh mới và các nhân vật cũng như lối chơi vật lý. Tiếp theo là phần bổ sung Half-Life 2: Lost Coast (2005) và Trilogy of episodic squels (tạm dịch: bộ ba phần game nối tiếp) gồm có Half-Life 2: Episode One (2006) và Half-Life 2: Episode Two (2007). Trò chơi đầu tiên trong loạt game Portal, lấy bối cảnh trong cùng vũ trụ Half-Life đã được phát hành vào năm 2007.
Trong thập kỷ tiếp theo, nhiều trò chơi Half-Life đã bị hủy bỏ, bao gồm cả Episode 3, một phiên bản của Half-Life 3 và các trò chơi do Junction Point Studios và Arkane Studios phát triển. Vào năm 2020, sau nhiều năm có tin đồn, Valve đã phát hành trò chơi VR đầu tiên của mình: Half-Life: Alyx. Lấy bối cảnh trước Half-Life 2, người chơi được điều khiển Alyx Vance trong nhiệm vụ chống lại đế chế vũ trụ Combine.

## Các trò chơi
| 1998 | Half-Life                    |
| 1999 | Half-Life: Opposing Force    |
| 2000 |                              |
| 2001 | Half-Life: Blue Shift        |
| 2001 | Half-Life: Decay             |
| 2002 |                              |
| 2003 |                              |
| 2004 | Half-Life: Source            |
| 2004 | Half-Life 2                  |
| 2004 | Half-Life 2: Deathmatch      |
| 2005 | Half-Life 2: Lost Coast      |
| 2006 | Half-Life Deathmatch: Source |
| 2006 | Half-Life 2: Episode One     |
| 2007 | Half-Life 2: Episode Two     |
| 2008 |                              |
| 2009 |                              |
| 2010 |                              |
| 2011 |                              |
| 2012 |                              |
| 2013 |                              |
| 2014 |                              |
| 2015 |                              |
| 2016 |                              |
| 2017 |                              |
| 2018 |                              |
| 2019 |                              |
| 2020 | Half-Life: Alyx              |

### Half-Life (1998)
Trò chơi đầu tiên của Valve - Half-Life, được phát hành vào ngày 19 tháng 11 năm 1998 cho hệ máy Windows. Người chơi được vào vai nhân vật Gordon Freeman, một nhà vật lý lý thuyết tại Cơ sở nghiên cứu Black Mesa, nơi một thí nghiệm vô tình gây ra sự rạn nứt giữa các chiều không gian và mở đường cho một cuộc xâm lược của người ngoài hành tinh. Không giống như nhiều trò chơi FPS vào thời điểm đó, người chơi hầu như không bị gián đoạn quyền điều khiển bởi nhân vật, và câu cốt truyện được kể qua các chuỗi kịch bản. Half-Life nhận được đánh giá cao về đồ họa, lối chơi và cốt truyện liền mạch. Trò chơi đã giành hơn 50 giải thưởng Game of the Year và được coi là một trong những game FPS có ảnh hưởng nhất và là một trong những trò chơi điện tử hay nhất từng được sản xuất.
- Xem thêm: Half-Life.

#### Opposing Force (1999)
Half-Life: Opposing Force là bản mở rộng của Half-Life (1998), phát hành vào ngày 1 tháng 11 năm 1999. Trò chơi được phát triển bởi Gearbox Software. Người chơi được vào vai một người lính Thủy quân lục chiến Hoa Kỳ (US Marine) Adrian Sephard, chiến đấu chống lại những quái vật đến từ Xen trong thảm họa Black Mesa và những điệp viên Black Ops Assasin.
Opposing Force được các nhà phê bình đón nhận một cách khá ưu ái, nhiều người cho rằng trò chơi có ảnh hưởng đến việc thiết lập các tiêu chuẩn của bản mở rộng như phần game gốc Half-Life đã ảnh hưởng đến toàn bộ thể loại. Trò chơi đã giành được giành được giải thưởng Computer Game of the Year Interactive Achievement Award năm 2000 từ Academy of Interactive Arts & Sciences.
- Xem thêm: Half-Life: Opposing Force.

#### Blue Shift (2001)
Gearbox Software tiếp tục phát triển Half-Life: Blue Shift,  phiên bản mở rộng thứ hai của Half-Life. Giống như Opposing Force, Blue Shift được xuất bản bởi Sierra Entertainment. Trò chơi được công bố vào năm 2000, ban đầu được phát triển như một màn chơi bổ sung cho Dreamcast của Half-Life, tuy nhiên, Dreamcast đã bị hủy bỏ và thay vào đó Half-Life: Blue Shift đã được phát hành trên Windows vào ngày 12 tháng 6 năm 2001.
Blue Shift đặt người chơi vào vị trí của Barney Calhoun, một nhân viên bảo vệ làm việc tại cơ sở nghiên cứu Black Mesa. Trò chơi diễn ra trong phần đầu của Half-Life, với việc Calhoun cố gắng trốn thoát khỏi cơ sở cùng một nhóm nhỏ các nhà khoa học. Blue Shift cũng bao gồm trong bundle có tên High Definition, được nâng cấp chất lượng mô hình và kết cấu trong cả các trò chơi trước đó trong sê-ri. Các nhà phê bình khen ngợi không gian trò chơi mới và đồ họa mới, nhưng nhận thấy thiếu các nội dung mới và độ dài của game khá ngắn. Sau này, nhân vật Barney Calhoun cũng xuất hiện trong Half-Life 2: Episode One.
- Xem thêm: Half-Life: Blue Shift.

#### Decay (2001)
Bản mở rộng thứ ba cho Half-Life là Half-Life: Decay. Trò chơi một lần nữa được phát triển bởi Gearbox và được phát hành bởi Sierra. Tuy nhiên, không giống như các trò chơi trước, Half-Life: Decay chỉ khả dụng với phiên bản Half-Life trên PlayStation 2. Decay là phiên bản duy nhất trong sê-ri Half-Life có chế độ co-op (phối hợp hai người chơi), đòi hỏi phải cùng nhau để hoàn thành trò chơi. Decay tập trung vào hai người đồng đội của Gordon là Gina Cross và Colette Green, trong lúc cả hai đang làm việc với các nhà khoa học khác để chống lại vết nứt của chiều không gian.
Phát hành vào ngày 14 tháng 11 năm 2001, Half-Life: Decay nhận được sự đón nhận khá tích cực nhưng khá ít từ các nhà phê bình, một số nhà phê bình nói rằng thật thú vị khi đây là chế độ co-op và cùng phối hợp với một người khác, nhưng lối chơi quá thiên về giải đố của trò chơi đã làm giảm trải nghiệm tổng thể. Một port Windows không chính thức đã được phát hành vào tháng 9 năm 2008.
- Xem thêm: Half-Life: Decay.

### Half-Life 2 (2004)
Ngày 16 tháng 11 năm 2004, Valve chính thức phát hành Half-Life 2. Trò chơi được phát triển trong vòng 6 năm, có một số sự chậm trễ và mã nguồn của trò chơi cũng bị rò rỉ. Half-Life 2 đưa người chơi trở lại vai Gordon Freeman. Lấy bối cảnh hai mươi năm sau trò chơi gốc, Trái Đất đã bị xâm chiếm bởi Combine, một đế chế vũ trụ bằng một cách nào đó đã đến được Trái Đất. G-Man đưa Gordon tới Thành phố 17 để chống lại sự xâm lược của lực lượng Combine. Half-Life 2 đã thu được những đánh giá tích cực gần như là hoàn toàn và nhận được sự hoan nghênh của giới phê bình giống như các phần game trước đó, giành được hơn 35 giải thưởng Game of the Year của năm 2005. Được coi là một trong những trò chơi điện tử hay nhất mọi thời đại, trò chơi đã được giới phê bình khen ngợi vì những tiến bộ trong hoạt hình máy tính, âm thanh, cốt truyện, đồ họa, AI NPC và hiệu ứng vật lý. Half-Life 2 là trò chơi đầu tiên có mặt trên hệ thống phân phối trò chơi trực tuyến Steam của Valve. Hệ thống phân phối Steam đã buộc Valve phải cắt đứt quan hệ với Sierra Entertainment.
- Xem thêm: Half-Life 2.

#### Lost Coast (2005)
Valve đã phát hành Half-Life 2: Lost Coast vào ngày 17 tháng 10 năm 2005, đây một bản demo ngắn có thể chơi được và có khả năng hiển thị dải ánh sáng cao (tăng độ tương phản của hình ảnh). Chỉ có một bản đồ duy nhất, Lost Coast dựa trên một đoạn cắt của Half-Life 2. Người chơi, trong vai Gordon, sẽ leo lên một vách đá để phá hủy một bệ phóng pháo của Combine trong một tu viện.
- Xem thêm: Half-Life 2: Lost Coast.

#### Episode One (2006)
Vào tháng 5 năm 2006, Valve công bố Trilogy of episodic squels với ba phần game sẽ tiếp nối câu chuyện của Half-Life 2, Episode 3 được lên kế hoạch phát hành vào Giáng sinh năm 2007. Gabe Newell nói rằng cách tiếp cận này sẽ cho phép Valve phát hành sản phẩm nhanh hơn so với sáu năm phát triển Half-Life 2 và ông coi bộ ba này tương đương với Half-Life 3. Theo Newell, trong Half-Life, G-Man đã biến Gordon Freeman thành con rối của mình và Half-Life 2 sẽ cho thấy việc G-Man điều khiển con rối đó, sau đó, dần dần, G-Man sẽ mất khả năng kiểm soát.
Half-Life 2: Episode One được phát hành vào ngày 1 tháng 6 năm 2006, người chơi điều khiển Gordon và đồng hành cùng Alyx Vance - con gái tiến ĩ Eli Vance để cùng thoát khỏi Thành phố 17 trước khi lõi của The Citadel phát nổ và san phẳng toàn bộ. Trò trơi đã giới thiệu thêm một số hiệu ứng đồ họa, bao gồm cải tiến ánh sáng và hoạt ảnh khuôn mặt (biểu cảm) nhân vật. Episode One được thiết kế để tập trung vào nhân vật Alyx Vance, phản ứng của các nhà phê bình nói chung là khá tích cực, mặc dù độ dài game ngắn là điểm chung của các chỉ trích.
- Xem thêm: Half-Life 2: Episode One.

#### Episode Two (2007)
Half-Life 2: Episode Two được phát hành cho cả ba nền tảng là Windows, Xbox 360 và PlayStation 3 vào ngày 10 tháng 10 năm 2007, có trong bộ sưu tập game của Valve mang tên The Orange Box. Trò chơi được đưa lên nền tảng phân phối kĩ thuật số Steam và bán lẻ bởi Electronic Arts. Episode Two tập trung mở rộng các khu vực (vị trí), di chuyển, và kể chuyện theo trình tự cốt truyện ít hơn. Trong vai Gordon, người đi cùng Alyx qua các địa điểm khác nhau, và bị truy đuổi bởi một số kẻ thù mới. Episode Two được đánh giá cao bởi gameplay và nhiều thứ mới được thêm vào. Tuy Episode Two dài hơn Episode One, nhưng một lần nữa, đó lại là điểm mà game bị chỉ trích.
- Xem thêm: Half-Life 2: Episode Two.

### Half-Life: Alyx (2020)
Valve phát hành Half-Life: Alyx - một trò chơi VR vào ngày 23 tháng 3 năm 2020 dành cho Windows. Trò chơi này là phần tiền truyện của Half-Life 2, người chơi điều khiển Alyx khi cô cùng cha mình là Eli thiết lập một cuộc tấn công vào lực lượng Combine tại Thành phố 17. Được Valve mô tả là trò chơi VR hàng đầu của mình, Half-Life: Alyx đựoc phát triển trên công cụ Source 2 và hỗ trợ với tất cả các tai nghe VR tương thích với PC. Người chơi sử dụng bộ VR của mình để chiến đấu và tương tác với thế giới trong game, dùng Gravity Gloves điều khiển các vật thể, nó giống như Gravity Gun trong Half-Life 2. Half-Life: Alyx phát hành như là để được hoan nghênh và chào đón nồng nhiệt. Nhiều nhà phê bình tại các ấn phẩm lớn như VG247, Tom's Hardware, Video Games Chronicle (VGC) đã mô tả nó giống như ứng dụng sát thủ của VR.
- Xem thêm: Half-Life: Alyx.

### Các trò chơi không được phát hành
Nhiều trò chơi Half-Life đã bị hủy bỏ, bao gồm Hallf-Life: Episode 3, có thể nói là Half-Life 3, và một số trò chơi do Junction Point Studios và Arkane Studios phát triển.

### Các trò chơi liên quan

#### Sê-ri game Portal
Sê-ri game Portal cùng diễn ra trong vũ trụ Half-Life, đây là một loạt các trò chơi giải đố được phát triển bởi Valve. Portal - trò chơi đầu tiên trong sê-ri ban đầu được phát hành cùng với Half-Life 2: Episode Two trong bộ sưu tập trò chơi của Valve là The Orange Box vào ngày 10 tháng 10 năm 2007. Người chơi được vào vai nhân vật là một cô gái mang tên Chell, cô là một đối tượng thử nghiệm của Apeture Science và cũng chính là đối thủ cạnh tranh của cơ sở nghiên cứu khoa học Black Mesa, cô phải di chuyển và hoàn thành các thử thách trong các căn phòng thử nghiệm của chúng bằng một thiết bị cho phép tạo ra các cổng không gian đi qua nhau có tên Portal Gun. Giai đoạn sau của trò chơi, người chơi sẽ chiến đấu với GLaDOS - một siêu máy tính trí tuệ nhân tạo đã bị hỏng, hắn theo dõi mọi hành động của Chell. Có thể nói trò chơi là sự thừa kế về mặt tinh thần của Narbacular Drop do có nhiều thành viên phát triển cùng phát triển tựa game. Portal được đánh giá là một trong các trò chơi nguyên bản độc đáo nhất trong năm 2007, với lối chơi độc đáo và cốt truyện bí ẩn. Bản mở rộng Xbox Live Arcade ra mắt vào ngày 22 tháng 10 năm 2008. Tiếp nối câu chuyện, Portal 2 được phát hành vào ngày 19 tháng 4 năm 2011.

#### Sê-ri game Counter-Strike
Tháng 4 năm 2000, Valve có được bản quyền đối với bản mod Counter-Strike do người hâm mộ tạo ra. Sau một số hợp tác giữa đội phát triển ban đầu và Valve, trò chơi lấy bối cảnh ở nhiều địa điểm khác nhau trên thế giới mà ít liên quan đến câu chuyện Half-Life chính. Là một game bắn súng nhiều người chơi, người chơi đóng vai trò là thành viên của đội chống lại lực lượng khủng bố của chính phủ hoặc các tay súng khủng bố chống lại đội đặc nhiệm. Ban đầu là một bản mod của Half-Life nên sau đó trò chơi cũng có một số hình ảnh liên quan đến game như Black Mesa containers, xe cộ, và cả biểu tượng Black Mesa có thể thấy trong một số bản đồ. Trò chơi được đi kèm với Half-Life nên cùng có trong các bundle (gói trò chơi) như Half-Life: Platinum Pack và Half-Life: Platinum.
Khi Counter-Strike được làm lại với tên gọi Counter-Strike: Source, nó được đi kèm trong tất cả các phiên bản bán lẻ của Half-Life 2, cũng như tất cả các phiên bản kĩ  thuật số của game. Một nhà báo đã gọi trò chơi là phiên bản nhiều người chơi của Half-Life 2. Cả phiên bản standard retail edition  và Bronze digital edition của Half-Life 2 luôn đi kèm với Counter-Strike: Source, trong khi phiên bản retail Collector's Edition và digital Gold edition cũng bao gồm Day of Defeat: Source cùng với Half-Life: Source. Counter-Strike tạo ra các loạt game của riêng mình, dần dần tách biệt ra khỏi sê-ri Half-LifeI, thỉnh thoảng các trò chơi có thanh tài liệu nhanh chẳng hạn như quả trứng Phục sinh có trong Counter-Strike: Global Offensive.

#### Black Mesa
Black Mesa là trò chơi làm lại bên thứ ba của Half-Life, được phát triển trong Source và phát hành bởi Crowbar Collective, ban đầu được xuất bản dưới dạng bản mod miễn phí vào  tháng 9 năm 2012, sau đó được Valve cho phép phát hành thương mại. Black Mesa được phát hành đầy đủ cho Windows và Linux vào ngày 6 tháng 3 năm 2020.
Bản phát hành cuối cùng của bản làm lại được các nhà phê bình khen ngợi, người ta đã so sánh nó với tựa game chính thức của Valve. Trên trang tổng hợp đánh giá OpenCritic, Black Mesa có điểm đánh giá trung bình 86/100 với xếp hạng phê duyệt 100% dựa trên 14 bài đánh giá.

#### Các trò chơi bên thứ ba
Thành công của loạt game Half-Life đã thúc đẩy việc tạo ra một số trò chơi phụ cho Half-Life 2. Codename: Gordon là một game bắn súng 2D được phát triển bởi NuclearVision và đã có mặt trên hệ thống phân phối trực tuyến Steam của Valve vào ngày 18 tháng 5 năm 2004 như một trò chơi để quảng cáo cho Half-Life 2 ra mắt sau đó.
Các nhân vật trong Half-Life đã xuất hiện trong các trò chơi khác. Peggle Extreme, một phiên bản đặc biệt của Peggle đi kèm với phiên bản trên PC của The Orange Box có các cấp độ dựa trên Half-Life 2, Team Fortress 2 và Portal. Headcrab cũng là một nhân vật có thể mở khóa trong Super Meat Boy khi mua trên Steam. Headcrab cũng xuất hiện trong một sự kiện ngày Cá tháng Tư trong MMO Vindictus như một vật phẩm sự kiện cùng với chiếc xà beng, có thể là do trò chơi cũng được tạo trên Source. Trong trò chơi Magicka có một nhân vật có thể chơi được (sau khi đã bổ sung DLC ), gần giống với zombie gốc từ vũ trụ Half-Life, được trang bị một chiếc xà beng. Gordon cũng xuất hiện trong Renegade Ops và Headcrab cũng có sẵn như một con thú cưng trong Torchlight 2.
Half-Life cũng đã truyền cảm hứng cho một số bản mod do người hâm mộ tạo ra, một số bản mod đã được công nhận. Garry's Mod bắt đầu như chế độ Sandbox sử dụng nội dung của Half-Life 2 nhưng sau đó đã trở thành một sản phẩm thương mại và cung cấp cho người dùng khả năng kết hợp các nội dung khác. Trong số các chiến dịch do người hâm mộ thực hiện đáng chú ý là Minerva, được thiết kế để mở rộng câu chuyện từ Half-Life 2.

## Phát triển

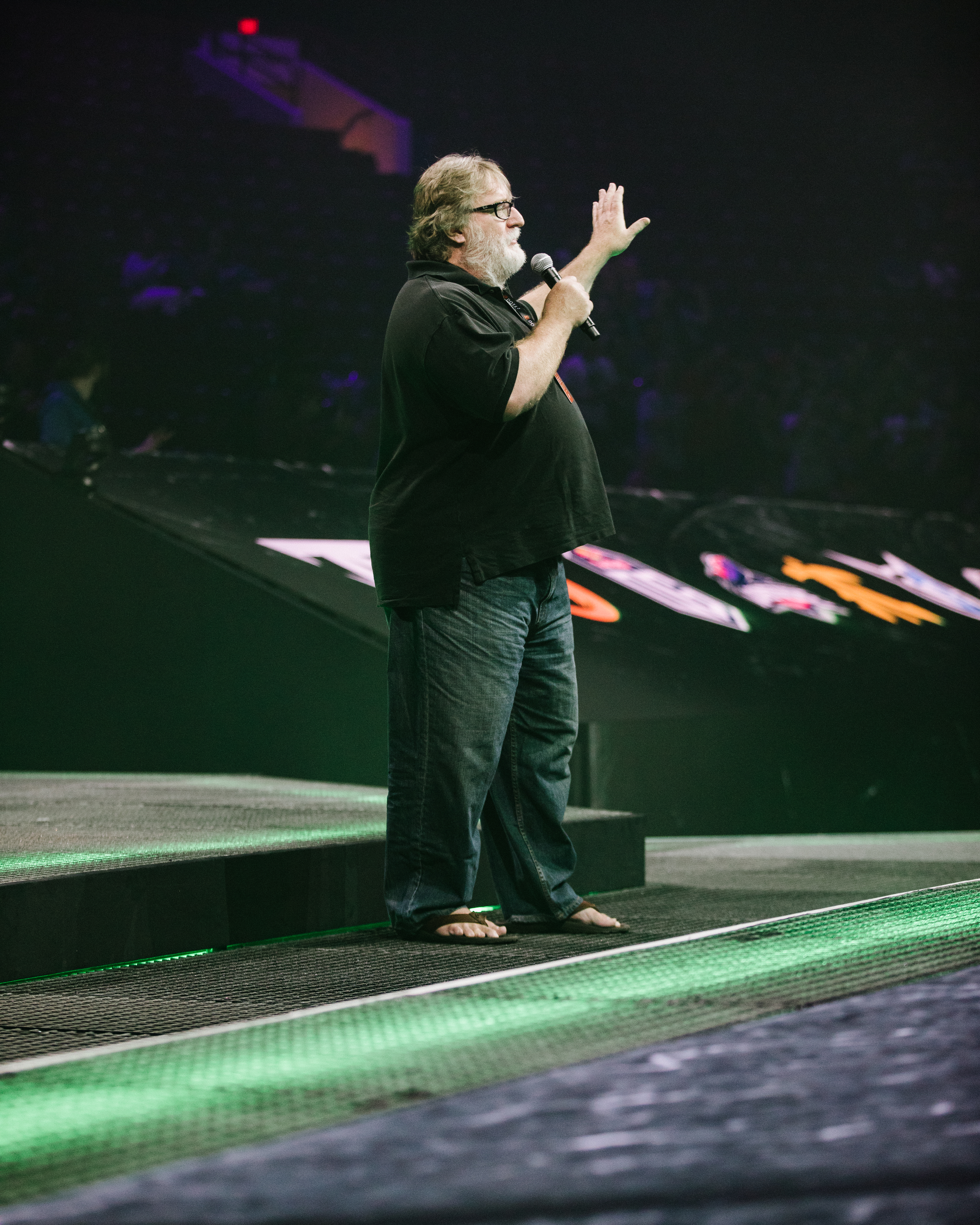
Người đồng sáng lập của Valve - Gabe Newell (năm 2018).

Công ty phát triển trò chơi điện tử, đứng sau loạt game Half-Life, Valve, được thành lập vào năm 1996 tại Kirkland, Washington bởi hai  nhân viên cũ của Microsoft là Mike Harrington và Gabe Newell. Valve đã bắt đầu làm việc với trò chơi đầu tiên của series ngay sau khi thành lập công ty và quyết định lên ý tưởng cho một trò chơi hành động 3D có chủ đề kinh dị, sử dụng Quake Engine được cấp phép bởi id Software . Trò chơi đã thành công tại E3 năm 1997, nơi hệ thống hình ảnh và AI nhân vật của game đã được trình diễn. Thành công của trò chơi đã dẫn đến gói mở rộng đầu tiên của nó: Half-Life: Opposing Force. Được phát triển bởi Gearbox Software, một công ty mới thành lập có trụ sở tại Plano, Texas, và được công bố vào ngày 15 tháng 4 năm 1999. Randy Pitchford, người sáng lập Gearbox cho biết trong một cuộc phỏng vấn rằng ông tin rằng Valve đã cho họ cơ hội sản xuất phần tiếp theo của Half-Life để cho phép Valve tập trung vào các trò chơi trong tương lai. Trò chơi đã được giới thiệu tại E3 1999 - nơi các địa điểm, nhân vật và cốt truyện mới được tiết lộ.
Phần game mở rộng thứ hai của Half-Life - Half-Life: Blue Shift, tiếp tục được phát triển bởi Gearbox Software và được nhà phát hành Sierra Entertainment công bố vào ngày 30 tháng 8 năm 2000. Sierra dự định phát hành Blue Shift cho Dreamcast và nó đã được thiết lập để bao gồm các mô hình và kết cấu chi tiết cao hơn , gấp đôi số polygon count của các mô hình từ Half-Life. Tuy nhiên, sau nhiều tháng trì hoãn, Sierra đã chấm dứt phát triển phiên bản Dreamcast của Blue Shift vào ngày 16 tháng 6 năm 2001, và thay vào đó công ty đã phát hành Blue Shift cho PC vào ngày 12 tháng 6 năm 2001. Sau đó, Gearbox bắt đầu phát triển trò chơi Half-Life cho PlayStation 2. Trò chơi, Decay, đã được giới thiệu tại E3 2001, nơi Gearbox trình diễn trò chơi sử dụng các bộ mô hình hình ảnh mới, có độ chi tiết gấp đôi có trong Blue Shift.
Trong vài năm, Valve đã bí mật phát triển Half-Life 2. Valve được phát triển trong Source - công cụ tạo trò chơi mới, xử lý các yếu tố hình ảnh, âm thanh và AI NPC, Source được đi kèm với một phiên bản được sửa đổi nhiều lần của công cụ vật lý Havok cho phép tăng thêm chiều tương tác trong cả môi trường chơi đơn và trực tuyến. Trong Trilogy of episodic squels của Half-Life 2, Valve đã thực hiện các chỉnh sửa nhỏ đối với engine của trò chơi. Trong Episode One, Valve đã sửa đổi AI của Alyx để cho phép cô ấy phản ứng với các hành động của người chơi. Trò chơi chạy trên phiên bản nâng cấp của Source độc quyền của Valve và có cả hiệu ứng ánh sáng cải tiến của công cụ cũng như phiên bản mới của công nghệ hoạt ảnh khuôn mặt.

## Phim

### Half-Life: Uplink (phim)
Một bộ phim ngắn có tên Half-Life: Uplink, được phát triển bởi Cruise Control, một công ty tiếp thị của Anh, và phát hành vào ngày 15 tháng 3 năm 1999. Tuy nhiên, Sierra đã rút nó khỏi phiên bản lưu hành sau khi Sierra và Valve không giải quyết được vấn đề cấp phép với Cruise Control cho bộ phim. Sự đón nhận của giới phê bình đối với bộ phim rất kém. Cốt truyện của bộ phim là một nhà báo cố gắng thâm nhập vào Black Mesa và khám phá những gì đang xảy ra ở đó.

### Half-Life: Escape from City 17
Đầu năm 2009, Purchase Brothers, một công ty điện ảnh có trụ sở tại Toronto, đã phát hành một bộ phim dài năm phút dựa trên Half-Life 2: Episode One mang tên Half-Life: Escape from City 17 . Phim kết hợp cảnh người thật đóng với hoạt ảnh 3D được tạo bằng SDK Source. Nó đã được Valve đón nhận. Vào ngày 25 tháng 8 năm 2010, họ phát hành phần tiếp theo dài gần 15 phút.

### Beyond Black Mesa
Cuối năm 2010, một đoạn giới thiệu cho bộ phim ngắn độc lập lấy cảm hứng từ Half-Life có tên Beyond Black Mesa, đã được phát hành. Do Brian Curtin đạo diễn, phim theo chân nhân vật Adrian Shephard. Toàn bộ phim ngắn được phát hành trực tuyến vào ngày 21 tháng 1 năm 2011.

## Doanh số
Vào tháng 12 năm 2008, Valve thông báo rằng hai trò chơi Half-Life chính đã bán được 15,8 triệu bản bán lẻ (9,3 triệu bản đầu tiên, 6,5 triệu bản thứ hai), trong khi các bản mở rộng Half-Life  đã bán được 1,9 triệu bản ( Đối thủ Lực lượng : 1,1 triệu, Blue Shift : 800,000) và Half-Life 2 mở rộng 1,4 triệu (tất cả cho Episode One ). Ngoài ra, The Orange Box, bao gồm Half-Life 2 và cả hai phần mở rộng nhiều tập của nó, đã bán được 3 triệu đơn vị bán lẻ vào thời điểm đó. Điều này đưa doanh thu nhượng quyền thương mại ở mức 18,8 triệu trò chơi đầy đủ ( Half-Life : 9,3 phút, Half-Life 2: 9,5 phút) và 9,3 triệu bản mở rộng ( Lực lượng đối thủ: 1,1 triệu, Blue Shift : 0,8 phút, Episode One: 4.4m, Episode 2 : 3.0m), tính đến tháng 12 năm 2008. Những con số này không tính đến doanh số bán hàng kỹ thuật số. Half-Life: Counter-Strike đã bán được 4,2 triệu bản độc lập vào cùng thời điểm, trong khi phiên bản làm lại của nó, Counter-Strike: Source đi kèm với mỗi bản bán lẻ bán lẻ của Half-Life 2 . Forbes báo cáo rằng, bao gồm cả doanh số bán hàng kỹ thuật số, Half-Life 2 đã bán được hơn 12 triệu bản vào tháng 2 năm 2011.